# 心に刻む風景
『心に刻む風景』（こころにきざむふうけい）は、2006年10月4日から2022年3月30日まで日本テレビで放送された紀行番組・教養番組である。一部の日本テレビ系列局でも放送された。大和ハウス工業の一社提供。

## 概要
歴史上に名を残した人物たちの生家や故郷、彼らの生い立ちなどを紹介しているミニ番組である。回によってはザ・ビートルズやエルヴィス・プレスリーなど、比較的新しい時代に活躍した人物たちを取り上げることもある。その際には、彼らの楽曲をBGMに流すのが恒例になっている。
この番組は、2001年6月27日から2006年9月20日まで同水曜21:54枠で放送されていた大和ハウス工業一社提供のミニ番組『心に残る家』の後継番組である。同枠では、1999年4月14日から2001年6月20日まで同じく同社一社提供の『夢のかたち』が放送されており、実質的に同社による一社提供番組が23年に渡り続いていることになる。ただし、これは製作局の日本テレビにおける放送状況であり、これら前身番組群の放送実績がない中京テレビなどにおいてはこの限りではない。これまでの最高視聴率は、2011年12月21日放送（ただし、この日は3分繰り下げ・短縮）の30.6%（ビデオリサーチ調べ、関東地区・世帯・リアルタイム）。
番組タイトルは「心に刻む風景」が正式な表記であるが、一部の番組表などでは「 “心”にきざむ風景」や「心刻む風景」と表記されることがある。
番組は2022年3月30日で終了し、日本テレビの水曜21:54枠の大和ハウス工業一社提供も終了となった。

## ナレーター
- 中村吉右衛門（歌舞伎役者）
  - ほか、日本テレビの女性アナウンサーが代役を務める場合がある（過去に森富美や古市幸子などが代役を務めた）。その他、2016年時点では女優の寺島しのぶ（吉右衛門の娘婿である尾上菊之助の姉）も代役を務めたことがある。2021年4月より番組終了まで日本テレビアナウンサーの辻岡義堂が代役を務めた。なお、タイトルコールは変更していない。
  - 吉右衛門は2021年11月28日に亡くなった。

## 題字
- 岡西佑奈（書家）2018年4月 -

## 番組構成
- タイトル・提供クレジット
- 本編
- クレジットタイトル
- 30秒間のCM
- 提供クレジット・次回予告

## 制作
- 制作協力 - 日テレアックスオン（AX-ON、2007年4月から） - 同年3月までは日テレ映像センターと表記。
- 製作著作 - 日本テレビ

## ネット局
時刻は全てJSTで表記。特別番組等の編成がある日には放送時間が変更される場合がある。放送終了時点でのネット局は日本テレビのみであった。
| 放送対象地域 | 放送局                | 系列           | 放送時間           | ネット状況 |
| ------------ | --------------------- | -------------- | ------------------ | ---------- |
| 関東広域圏   | 日本テレビ（NTV）     | 日本テレビ系列 | 水曜 21:54 - 22:00 | 【制作局】 |
| 宮城県       | ミヤギテレビ（MMT）   | 日本テレビ系列 | 水曜 21:54 - 22:00 | 同時ネット |
| 山梨県       | 山梨放送（YBS）       | 日本テレビ系列 | 水曜 21:54 - 22:00 | 同時ネット |
| 中京広域圏   | 中京テレビ（CTV）     | 日本テレビ系列 | 水曜 21:54 - 22:00 | 同時ネット |
| 広島県       | 広島テレビ（HTV）     | 日本テレビ系列 | 水曜 21:54 - 22:00 | 同時ネット |
| 山口県       | 山口放送（KRY）       | 日本テレビ系列 | 水曜 21:54 - 22:00 | 同時ネット |
| 福岡県       | 福岡放送（FBS）       | 日本テレビ系列 | 水曜 21:54 - 22:00 | 同時ネット |
| 長崎県       | 長崎国際テレビ（NIB） | 日本テレビ系列 | 水曜 21:54 - 22:00 | 同時ネット |
| 北海道       | 札幌テレビ（STV）     | 日本テレビ系列 | 木曜 21:54 - 22:00 | 遅れネット |
| 石川県       | テレビ金沢（KTK）     | 日本テレビ系列 | 金曜 22:54 - 23:00 | 遅れネット |
| 青森県       | 青森放送（RAB）       | 日本テレビ系列 | 土曜 21:54 - 22:00 | 遅れネット |
| 近畿広域圏   | 読売テレビ（ytv）     | 日本テレビ系列 | 日曜 21:54 - 22:00 | 遅れネット |